# Croismare
Ne doit pas être confondu avec Croix-Mare.
Croismare [kʁwamaʁ] est une commune française située dans le département de Meurthe-et-Moselle, en région Grand Est.

## Géographie
Le territoire de la commune est limitrophe de ceux de sept communes : une huitième commune, Lunéville touche son territoire au sud-ouest.
La commune est traversée par la Vezouze affluent de la Meurthe qu'elle rejoint à Lunéville. Son sol est argileux ou argilo-siliceux.
| Jolivet                                   | Sionviller           | Crion Laneuveville-aux-Bois |
|                                           | Croismare            | Marainviller                |
| Chanteheux Lunéville (par un quadripoint) | Moncel-lès-Lunéville |                             |

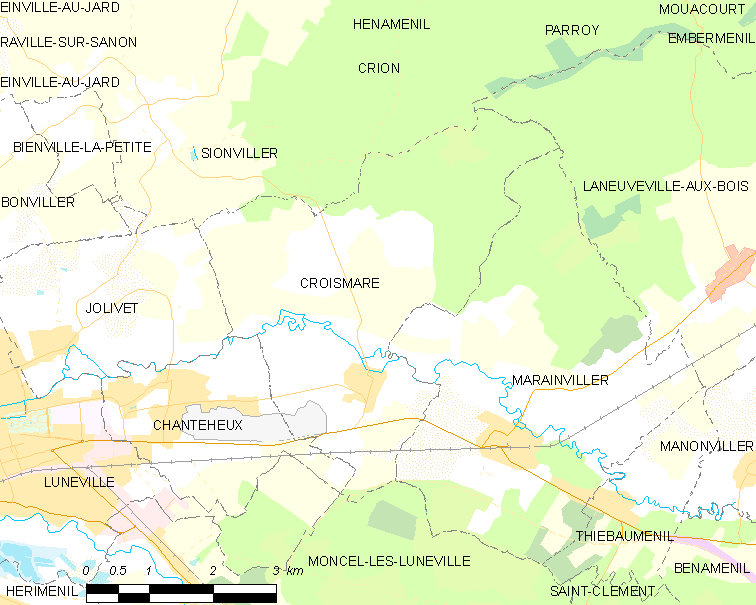
Carte de la commune.
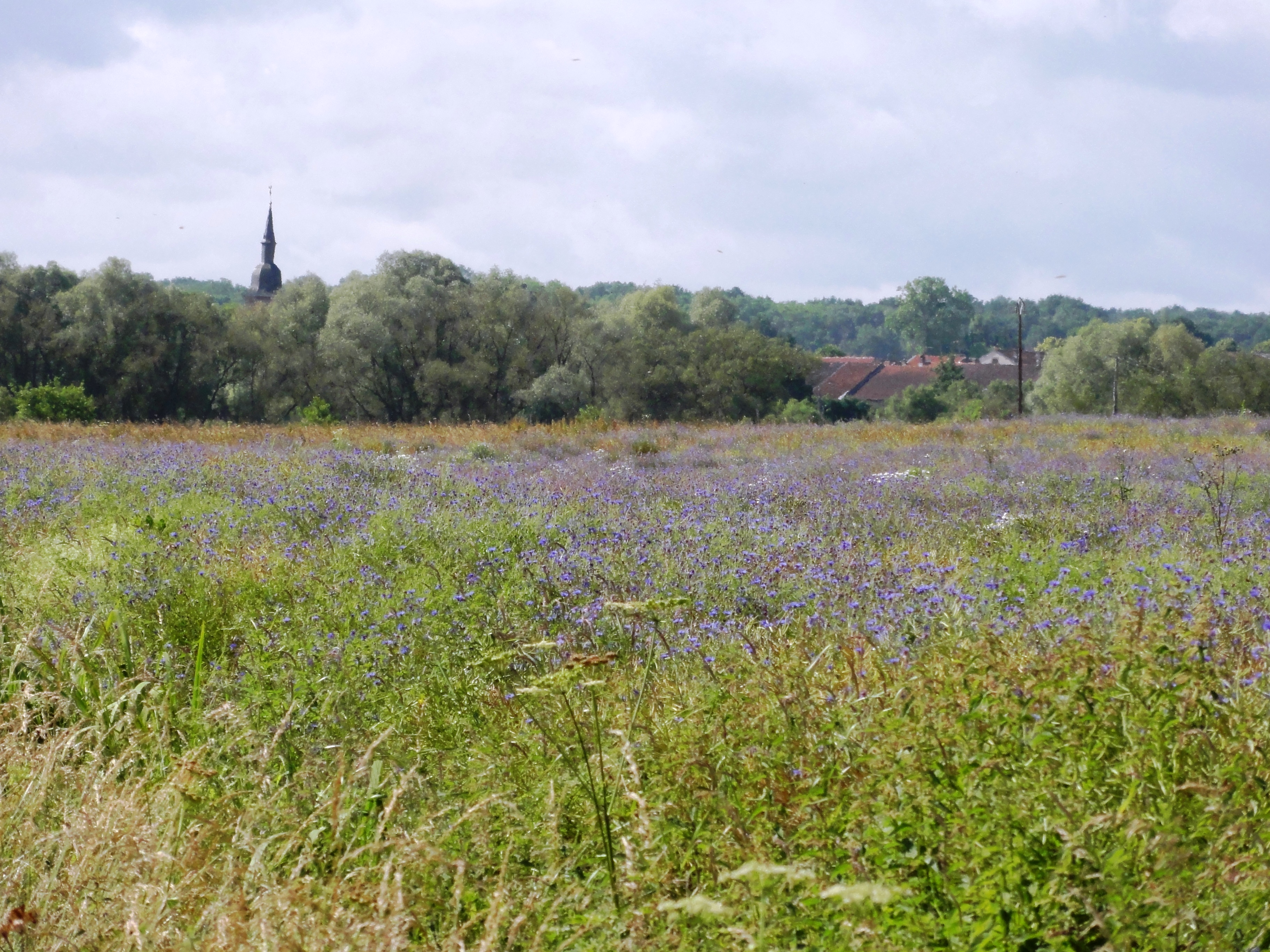
Paysage avec vue sur Croismare.
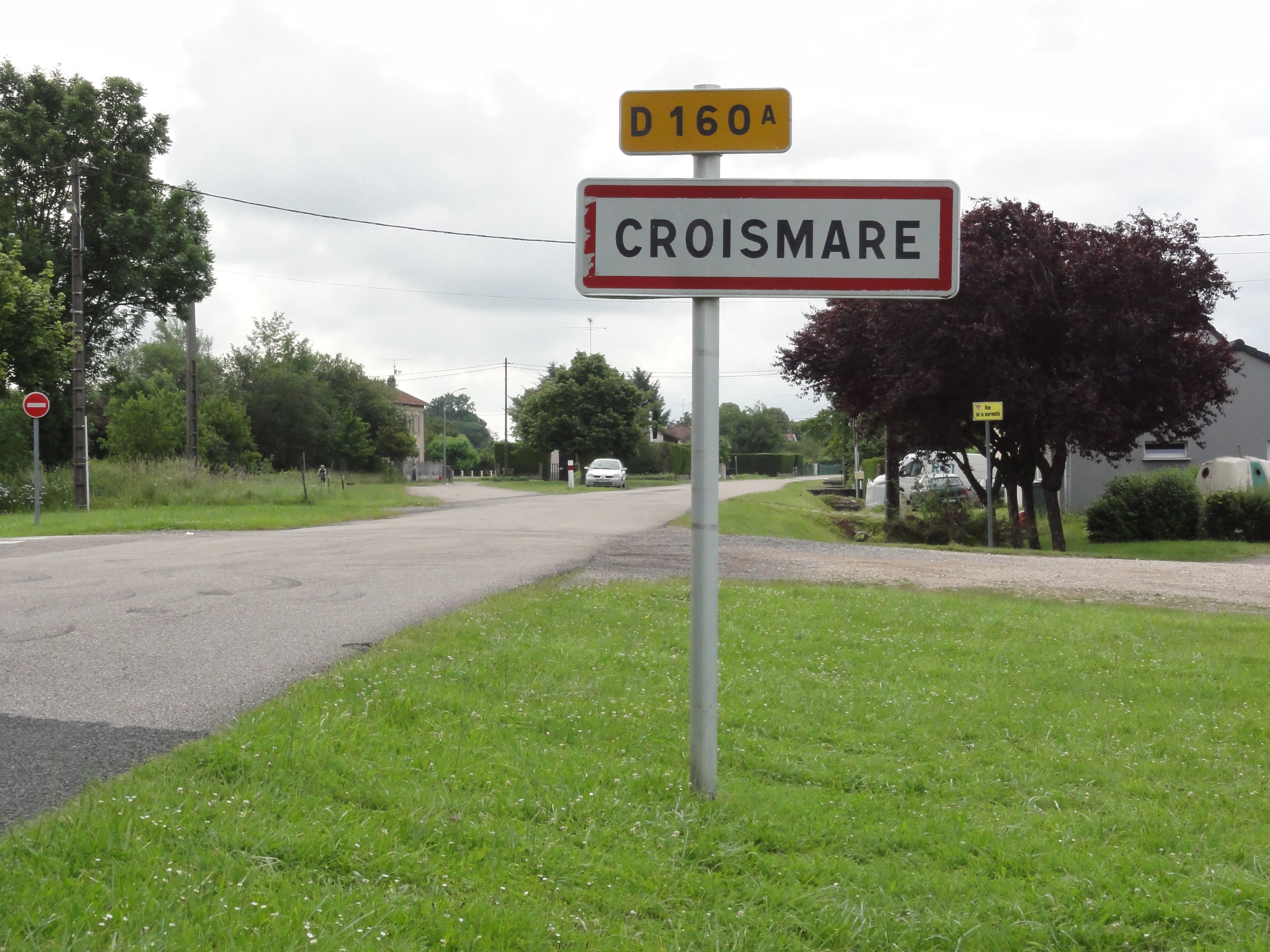
Entrée de Croismare.

### Hydrographie
La commune est dans le bassin versant du Rhin au sein du bassin Rhin-Meuse. Elle est drainée par la Vezouze, le ruisseau de Frouard, le ruisseau du Brochet et le ruisseau du Vicaire,.
La Vezouze, d'une longueur de 75 km, prend sa source dans la commune de Saint-Sauveur et se jette  dans la Meurthe à Rehainviller, après avoir traversé 24 communes. 

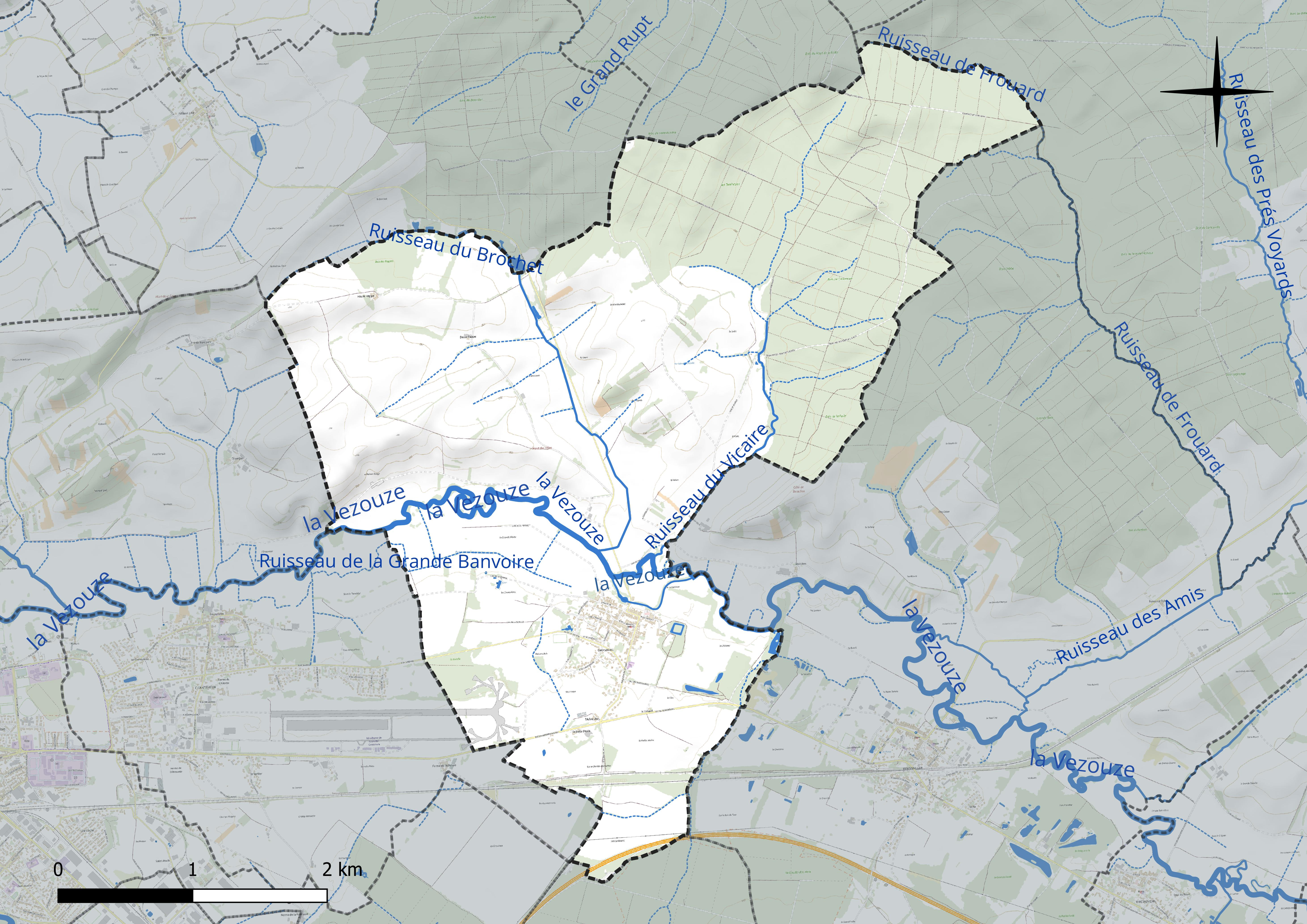
Réseau hydrographique de Croismare.

### Climat
Pour des articles plus généraux, voir Climat du Grand Est et Climat de Meurthe-et-Moselle.
En 2010, le climat de la commune est de type climat océanique dégradé des plaines du Centre et du Nord, selon une étude du Centre national de la recherche scientifique s'appuyant sur une série de données couvrant la période 1971-2000. En 2020, Météo-France publie une typologie des climats de la France métropolitaine dans laquelle la commune est exposée à un climat semi-continental et est dans la région climatique  Lorraine, plateau de Langres, Morvan, caractérisée par un hiver rude (1,5 °C), des vents modérés et des brouillards fréquents en automne et hiver. 
Pour la période 1971-2000, la température annuelle moyenne est de 9,7 °C, avec une amplitude thermique annuelle de 17 °C. Le cumul annuel moyen de précipitations est de 797 mm, avec 11,5 jours de précipitations en janvier et 9,5 jours en juillet. Pour la période 1991-2020, la température moyenne annuelle observée sur la station météorologique de Météo-France la plus proche, « St Maurice », sur la commune de Saint-Maurice-aux-Forges à 23 km à vol d'oiseau, est de 10,5 °C et le cumul annuel moyen de précipitations est de 837,4 mm. 
La température maximale relevée sur cette station est de 39,2 °C, atteinte le 25 juillet 2019 ; la température minimale est de −19,9 °C, atteinte le 1er mars 2005,,. 
Les paramètres climatiques de la commune ont été estimés pour le milieu du siècle (2041-2070) selon différents scénarios d'émission de gaz à effet de serre à partir des nouvelles projections climatiques de référence DRIAS-2020. Ils sont consultables sur un site dédié publié par Météo-France en novembre 2022.

## Urbanisme

### Typologie
Au 1er janvier 2024, Croismare est catégorisée commune rurale à habitat dispersé, selon la nouvelle grille communale de densité à sept niveaux définie par l'Insee en 2022.
Elle est située hors unité urbaine. Par ailleurs la commune fait partie de l'aire d'attraction de Nancy, dont elle est une commune de la couronne,. Cette aire, qui regroupe 353 communes, est catégorisée dans les aires de 200 000 à moins de 700 000 habitants,.

### Occupation des sols
L'occupation des sols de la commune, telle qu'elle ressort de la base de données européenne d’occupation biophysique des sols Corine Land Cover (CLC), est marquée par l'importance des territoires agricoles (64,6 % en 2018), une proportion sensiblement équivalente à celle de 1990 (65 %). La répartition détaillée en 2018 est la suivante : prairies (29,8 %), forêts (29,4 %), terres arables (28,4 %), zones agricoles hétérogènes (6,4 %), zones urbanisées (2,6 %), milieux à végétation arbustive et/ou herbacée (1,8 %), zones industrielles ou commerciales et réseaux de communication (1,6 %). L'évolution de l’occupation des sols de la commune et de ses infrastructures peut être observée sur les différentes représentations cartographiques du territoire : la carte de Cassini (XVIIIe siècle), la carte d'état-major (1820-1866) et les cartes ou photos aériennes de l'IGN pour la période actuelle (1950 à aujourd'hui).

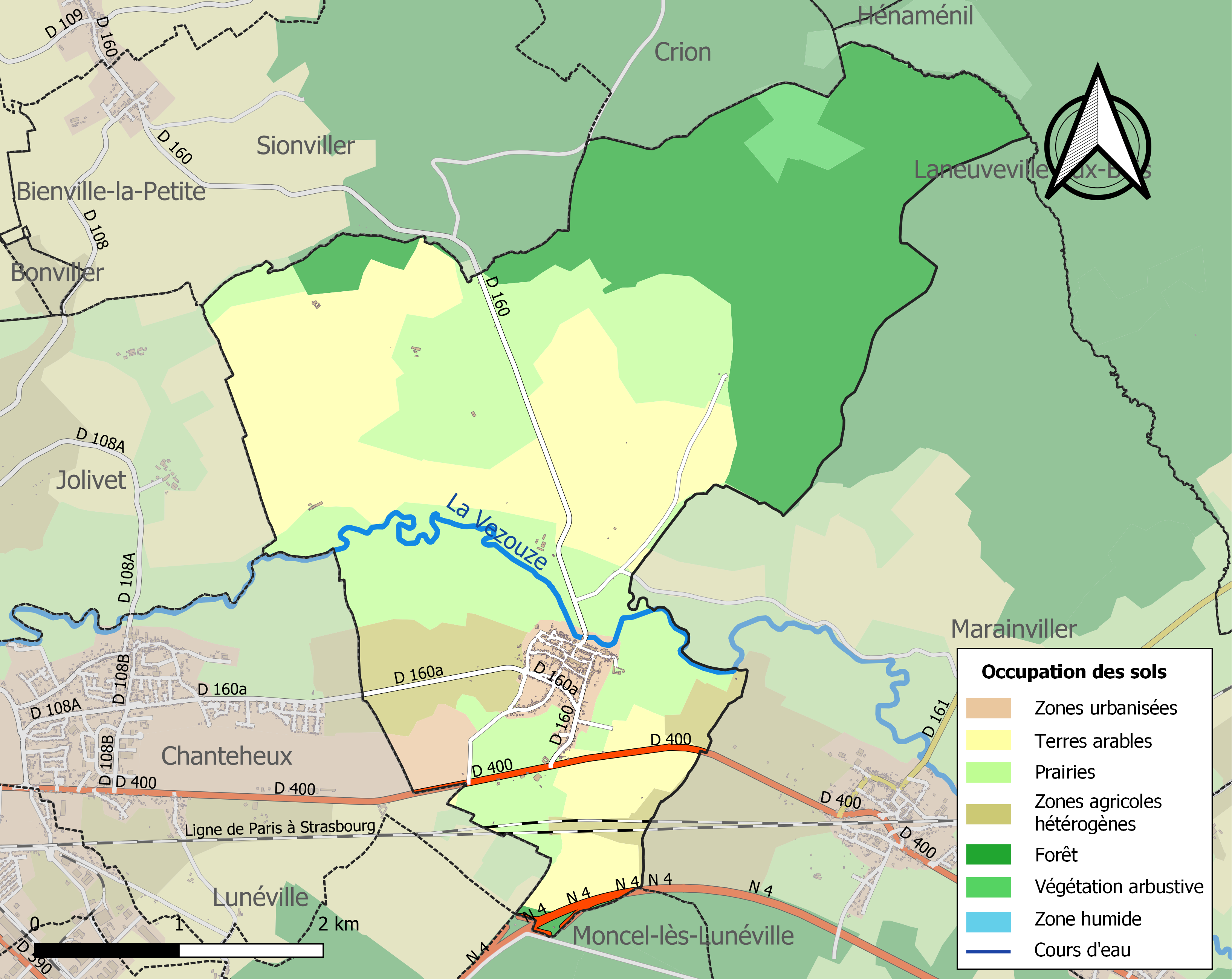
Carte des infrastructures et de l'occupation des sols de la commune en 2018 (CLC).

## Toponymie
Le nom de la localité est attesté sous les formes [Bannum de] Haidunviller en 1157 (charte de l’abbaye de Beaupré); Hadonviler en 1272 (Tr. des ch. l. Blâmont I, no 7) ; Hadonvillers en 1313 (Tr. des ch. l. Fiefs de Nancy, no 135) ; Haudonviller en 1330 (Tr. des ch. l. Nancy I, no 136) ; Haldonviller en 1392 (Tr. des ch. l. Nancy I, no 26) ; Hadonviller en 1398 (charte de l’abbaye de Belchamp) ; Hatum en 1513 (géographie de Ptolémée) ; Hatonville en 1594 (dén. de la Lorr.) ; Hauldonviller en 1600 (dom. d’Einville), [de] Hadonvillari en 1424.
Il s'agit d'une formation toponymique médiévale caractéristique de la région en -viller au sens de « domaine rural », puis « hameau », précédé de l’anthroponyme de type germanique Haddo au cas régime.
Elle prend de manière éphémère le nom de Craon (voir rubrique Histoire ci-dessous), c'est pourquoi les habitants sont parfois nommés Craonnais et Craonnaises, avant d’adopter le nom de Croismare pour des raisons analogues (voir ci-dessous). Au cours de la révolution française, la commune reprend son nom d’origine d’Haudonviller, abandonné définitivement par la suite au profit de Croismare.
Remarque : le type toponymique Croismare est d’un genre étranger à la région, les noms en -mare « mare, étang » se trouvant tous situés en Normandie. Il s’agit du transfert du nom de Croismare dans le pays de Caux, aujourd'hui Croixmare (Seine-Maritime), dont le premier élément Crois- semble bien représenter le nom commun croix. D'où le sens global de « mare de la Croix », type roman par ailleurs répandu.
Les habitants sont appelés Croismariens et Croismariennes.

## Histoire

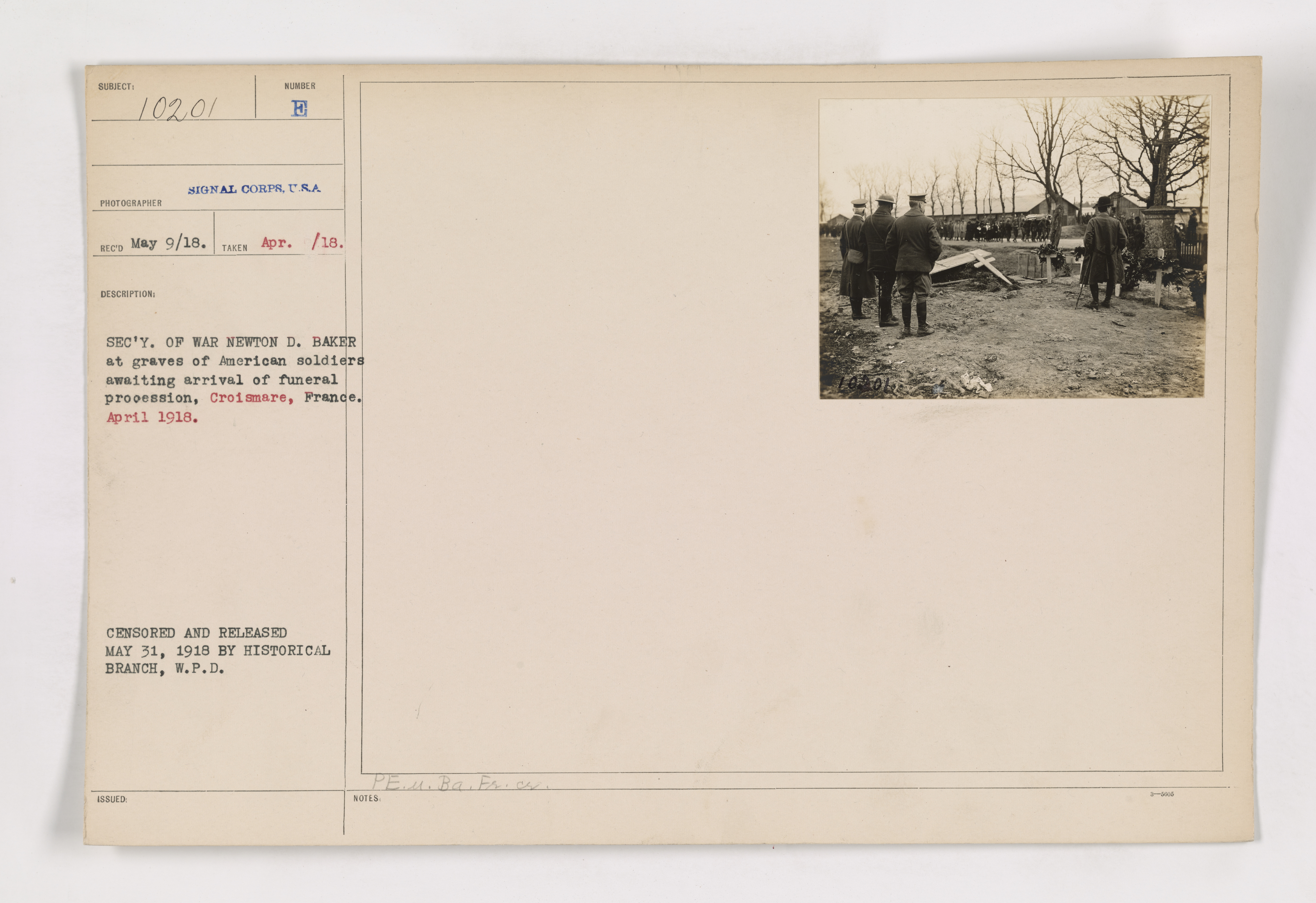
Le secrétaire à la guerre Baker en visite en mai 1918 au cimetière américain.

La baronnie d'Haudonviller est érigée en marquisat de Craon par le duc Léopold Ier de Lorraine en 1712, au profit de Marc de Beauvau-Craon et par référence à l'ancestrale seigneurie de Craon (Mayenne) possédée par la famille de Beauvau-Craon.
Érigée une nouvelle fois en marquisat par Louis XV en 1767 pour Louis-Eugène de Croismare (frère de Marc-Antoine-Nicolas de Croismare, marquis de Lasson), elle garda ce dernier nom.
La gare de Croismare de la ligne de Lunéville à Blâmont et à Badonviller est inaugurée par le ministre Albert Lebrun le 13 août 1911 avec la musique de la verrerie. Le trafic fonctionne jusqu'en 1942. La station, située au sud de la localité, est devenue une habitation.

## Politique et administration
| Période                                  | Période      | Identité                   | Étiquette | Qualité                          |
| ---------------------------------------- | ------------ | -------------------------- | --------- | -------------------------------- |
| Les données manquantes sont à compléter. |              |                            |           |                                  |
| mars 2001                                | mars 2008    | Jean-Marie Vuillemin       |           |                                  |
| mars 2008                                | juillet 2020 | Fernand Philippe           |           | Retraité de la fonction publique |
| juillet 2020                             | En cours     | Catherine Ida Louise Dron, |           | Ancienne employée                |

## Population et société

### Démographie
En 2022, la commune de Croismare comptait 632 habitants. À partir du XXIe siècle, les recensements réels des communes de moins de 10 000 habitants ont lieu tous les cinq ans. Les autres chiffres sont des estimations.
L'évolution du nombre d'habitants est connue à travers les recensements de la population effectués dans la commune depuis 1793. Pour les communes de moins de 10 000 habitants, une enquête de recensement portant sur toute la population est réalisée tous les cinq ans, les populations de référence des années intermédiaires étant quant à elles estimées par interpolation ou extrapolation. Pour la commune, le premier recensement exhaustif entrant dans le cadre du nouveau dispositif a été réalisé en 2007.

En 2022, la commune comptait 632 habitants, en évolution de +0,16 % par rapport à 2016 (Meurthe-et-Moselle : −0,13 %, France hors Mayotte : +2,11 %).
| 1793 | 1800 | 1806 | 1821 | 1831 | 1836 | 1841 | 1846 | 1851 |
| ---- | ---- | ---- | ---- | ---- | ---- | ---- | ---- | ---- |
| 564  | 594  | 726  | 805  | 896  | 918  | 942  | 958  | 934  |

| 1856 | 1861 | 1872  | 1876  | 1881  | 1886  | 1891  | 1896  | 1901  |
| ---- | ---- | ----- | ----- | ----- | ----- | ----- | ----- | ----- |
| 866  | 974  | 1 118 | 1 101 | 1 147 | 1 263 | 1 264 | 1 230 | 1 214 |

| 1906  | 1911  | 1921  | 1926  | 1931  | 1936 | 1946 | 1954 | 1962 |
| ----- | ----- | ----- | ----- | ----- | ---- | ---- | ---- | ---- |
| 1 158 | 1 090 | 1 002 | 1 069 | 1 145 | 887  | 764  | 735  | 689  |

| 1968 | 1975 | 1982 | 1990 | 1999 | 2006 | 2007 | 2012 | 2017 |
| ---- | ---- | ---- | ---- | ---- | ---- | ---- | ---- | ---- |
| 668  | 608  | 617  | 638  | 596  | 611  | 613  | 609  | 640  |

| 2022 | - | - | - | - | - | - | - | - |
| ---- | - | - | - | - | - | - | - | - |
| 632  | - | - | - | - | - | - | - | - |

## Économie
Le village est connu pour ses verreries successives :
- la verrerie générale créée au XVIIIe siècle[29],[30],
- les frères Muller qui, en association avec la verrerie de Croismare, produisent de la verrerie d'art coloré et sculpté, en concurrence avec Émile Gallé et les cristalleries Daum,
- la cristallerie Belle-Étoile qui fournit, en 1925, de la verrerie blanche, des boules, de la fantaisie signée Lorrain, filiale de Daum.

## Culture locale et patrimoine

### Lieux et monuments
- Église Saint-Léger de Croismare, du XVIe siècle, remaniée au XVIIIe : tour avec clocher en bulbe.
- Monument aux morts.
- Plaque commémorative, monument aux morts, dans l'église.
- Croix commémorative 1944 dans le cimetière.
- Château du XIVe siècle gros travaux en 1602, au début du XVIIIe siècle Marc de Beauvau, marquis de Craon acheta la terre de Haudonviller, fit araser l'ancien château et demanda en 1711 à Germain Boffrand de lui élever une nouvelle demeure[31], fut détruit totalement en 1812 par son dernier propriétaire Louis-Eugène Croismare.
- Aérodrome de Lunéville - Croismare situé sur la commune de Chantereux et Croismare. Du 12 août 1916 au 24 mars 1917, l'escadrille N 75 effectue sur le front lorrain des missions de reconnaissance, de protection et de patrouille[32]. Vingt pilotes du 324th Fighter-Group U. S. Army Air-Force y décollent sans retour entre janvier et mai 1945[33].

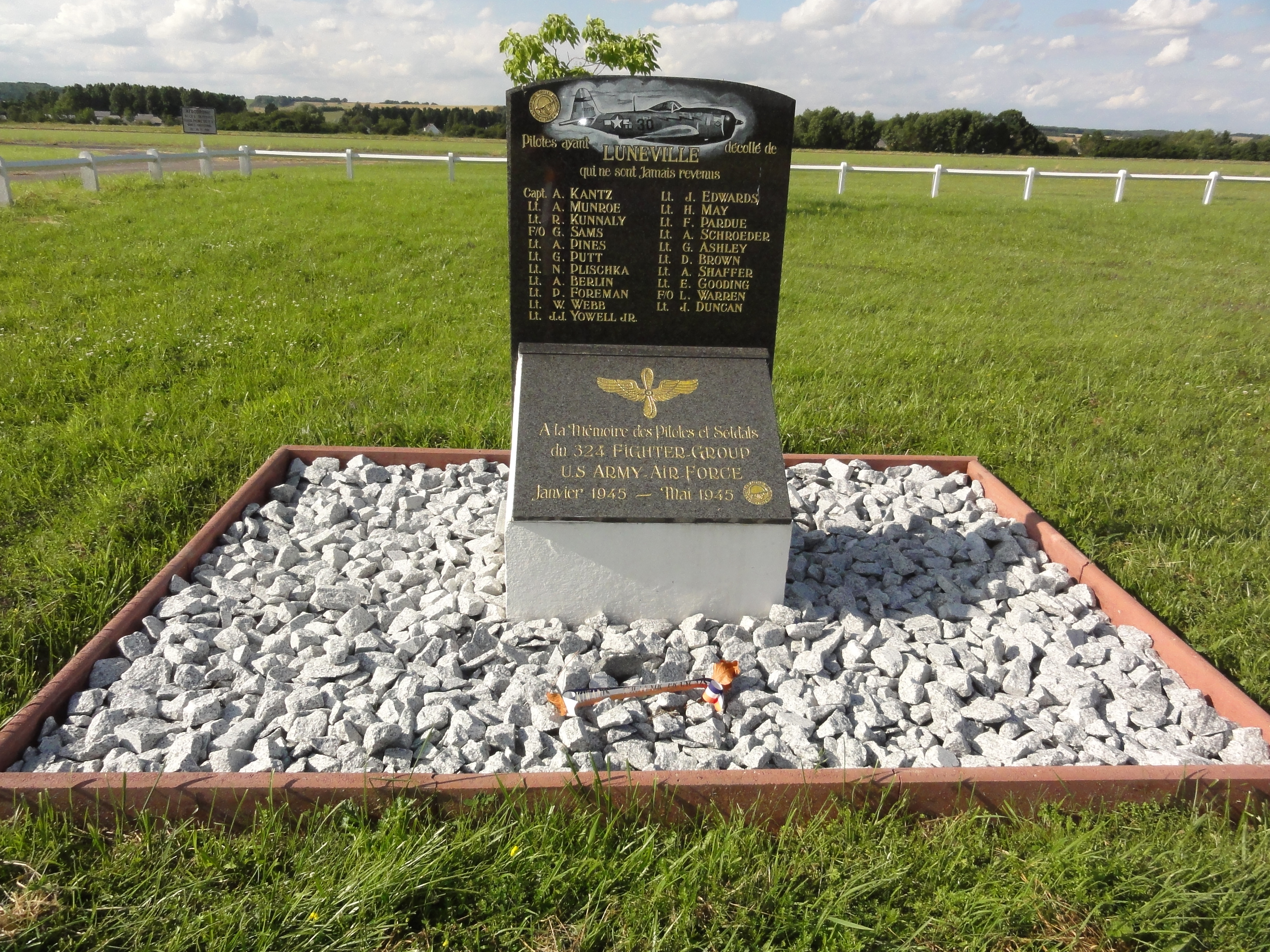
Stèle de US Air-Force.
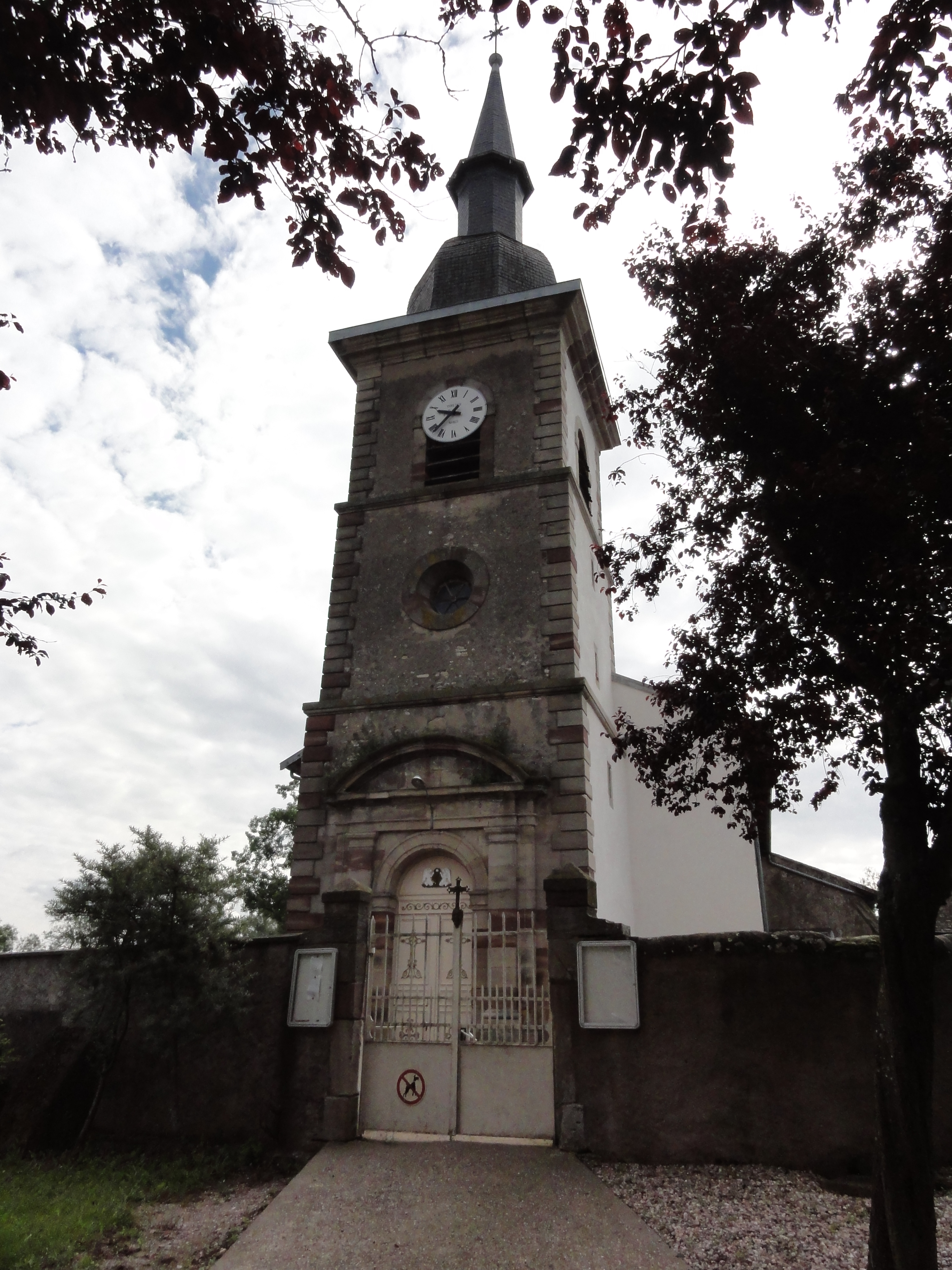
Église Saint-Léger.
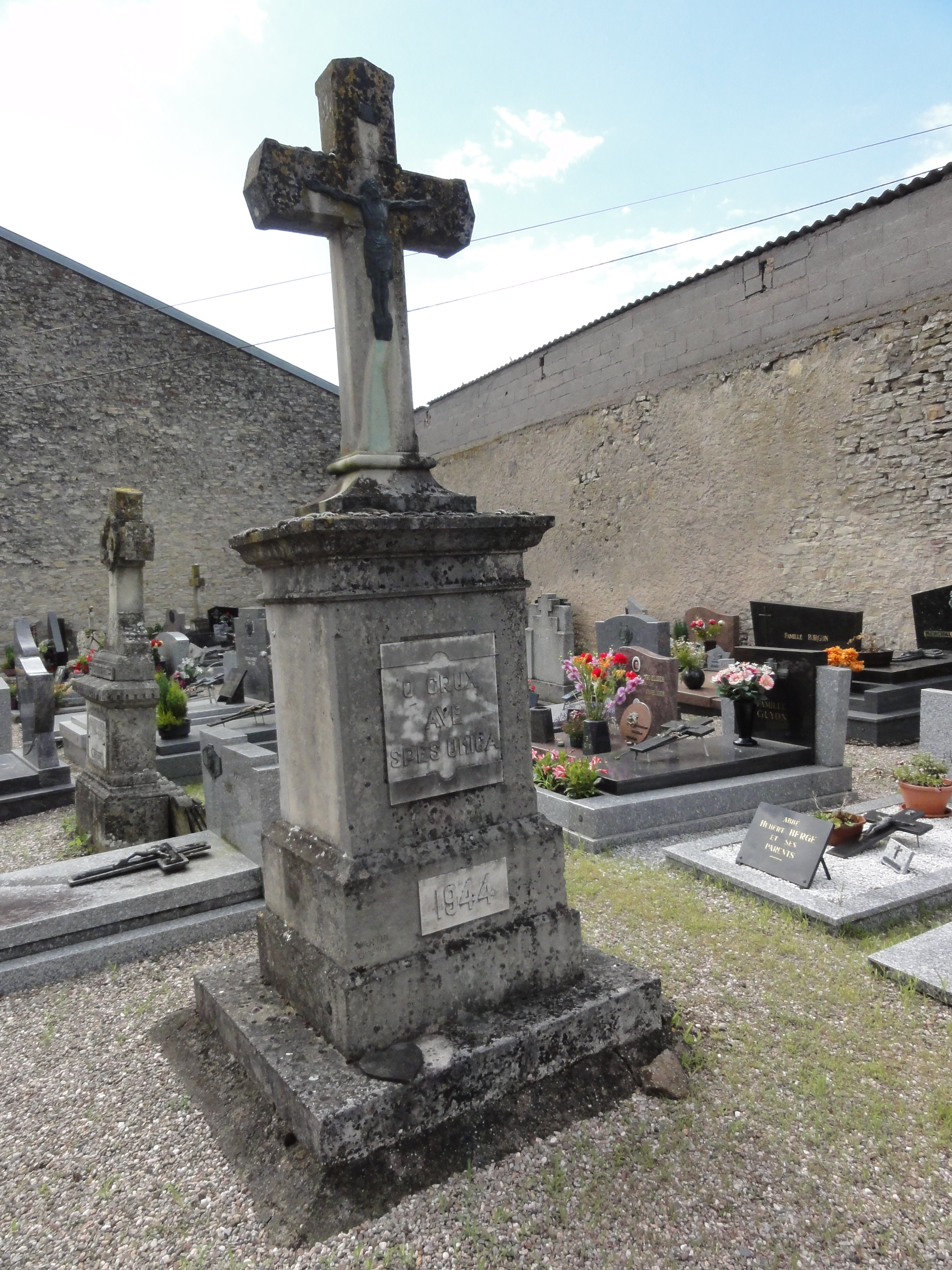
Croix de cimetière, 1944.
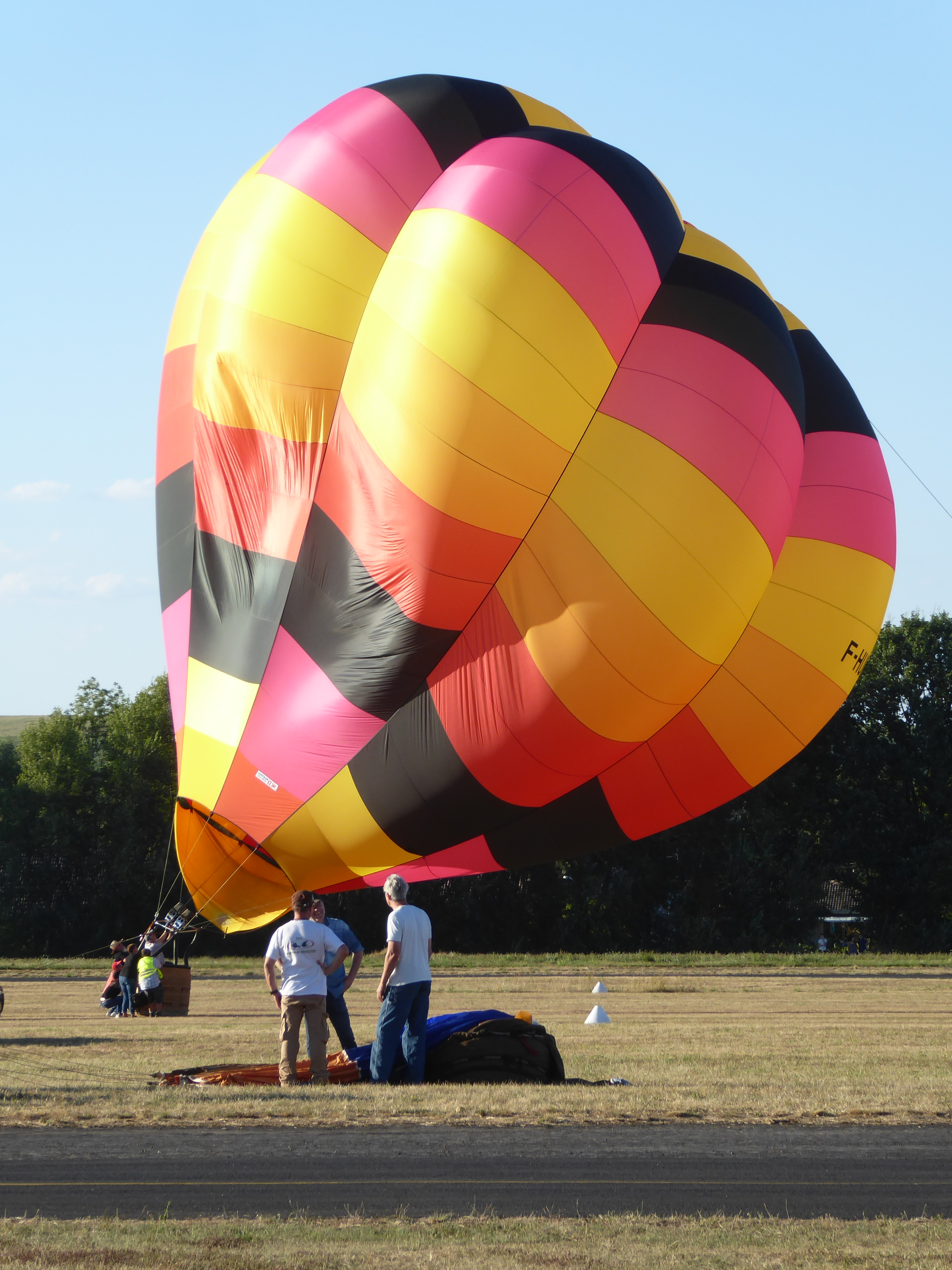
Montgolfière.

### Croismare dans les arts
Croismare est citée dans le poème d’Aragon, Le conscrit des cent villages, écrit comme acte de Résistance intellectuelle de manière clandestine au printemps 1943, pendant la Seconde Guerre mondiale.

### Personnalités liées à la commune
- Jules Adrien Esmilaire (1882-1918), The little Adrien, nain célèbre mesurant 69 cm.
- Louis Eugène Croismare, marquis de Craon, donne son nom à la commune en 1767, meurt à Nancy puis est enterré le 13 décembre 1788 à Croismare[35].
- Frères Muller fabriquent des vases, à la verrerie de Croismare, signés « Muller Croismare » avant 1914 et des lustres signés « GV de Croismare ».
- Paul Daum, directeur en 1925 de la cristallerie Belle-Étoile, seconde cristallerie Daum.

### Héraldique
| Blason de Croismare | Blason  | Coupé : au 1er parti au I de gueules au vase d'or et au II losangé d'or et de gueules, au 2e d'azur au léopard d'or armé et lampassé de gueules. |
| Blason de Croismare | Détails | Le statut officiel du blason reste à déterminer (voir explications).                                                                             |